# Gazette de Belle-Île-en-Mer
La Gazette de Belle-Île-en-Mer, est un journal mensuel local de la presse écrite française fondé à Le Palais (Belle-Île-en-Mer) par Jacky Christophe, Michel Aillet et Louis Charles Garans en mars 1979.
Sa zone de diffusion est localisée sur le canton de Belle-Île-en-Mer.

## Ligne éditoriale
La Gazette de Belle-Île-en-Mer traite l’actualité locale bellîloise dont un agenda des activités associatives et des sorties locales ainsi que des petites annonces. Elle publie les comptes-rendus des conseils municipaux et communautaires.
Elle est éditée en six rubriques:
- Communiqués
- Actualité
- Environnement
- Histoire
- Recettes et Jeux
- Annonces classées

## Diffusion
- Onze numéros par an.
- 2 500 exemplaires diffusés dans les points presse[3] de Belle-Île-en-Mer et par abonnement.

## Suppléments
- Histoire de Belle-Île-en-Mer [4]
  - « Belle-Île-en-Mer : description et histoire » (1981)
  - « La pêche à la sardine à Belle-Ile-en-Mer » (1982)
  - « Petit homme n'est pas mort : évasion de Blanqui » (1982)
  - « Histoire de la maison de correction de Belle Ile en Mer » (en deux parties: 1983, 1984)
  - « Nicolas Foucquet Marquis de Belle-Isle-en-Mer » (en deux parties: 1985, 1986)
  - « Histoire de la maison d'arrêt de Belle-Ile-en-Mer » (1986)
  - « Histoire du pénitencier de Belle-Ile-en-Mer, Haute-Boulogne, Bruté » (1987)
  - « L'authentique journal de Prise de Belle-Île-en-Mer » (1988)
- Bande dessinée
  - « Albert le pouce-pied » Yvang (n°1 2007)[5]
  - « Albert le pouce-pied » Yvang (n°2 2010)[6]
- Annuaire téléphonique
  - Le Télé Belle-Ile[7], un annuaire téléphonique local.